# 山路こえて

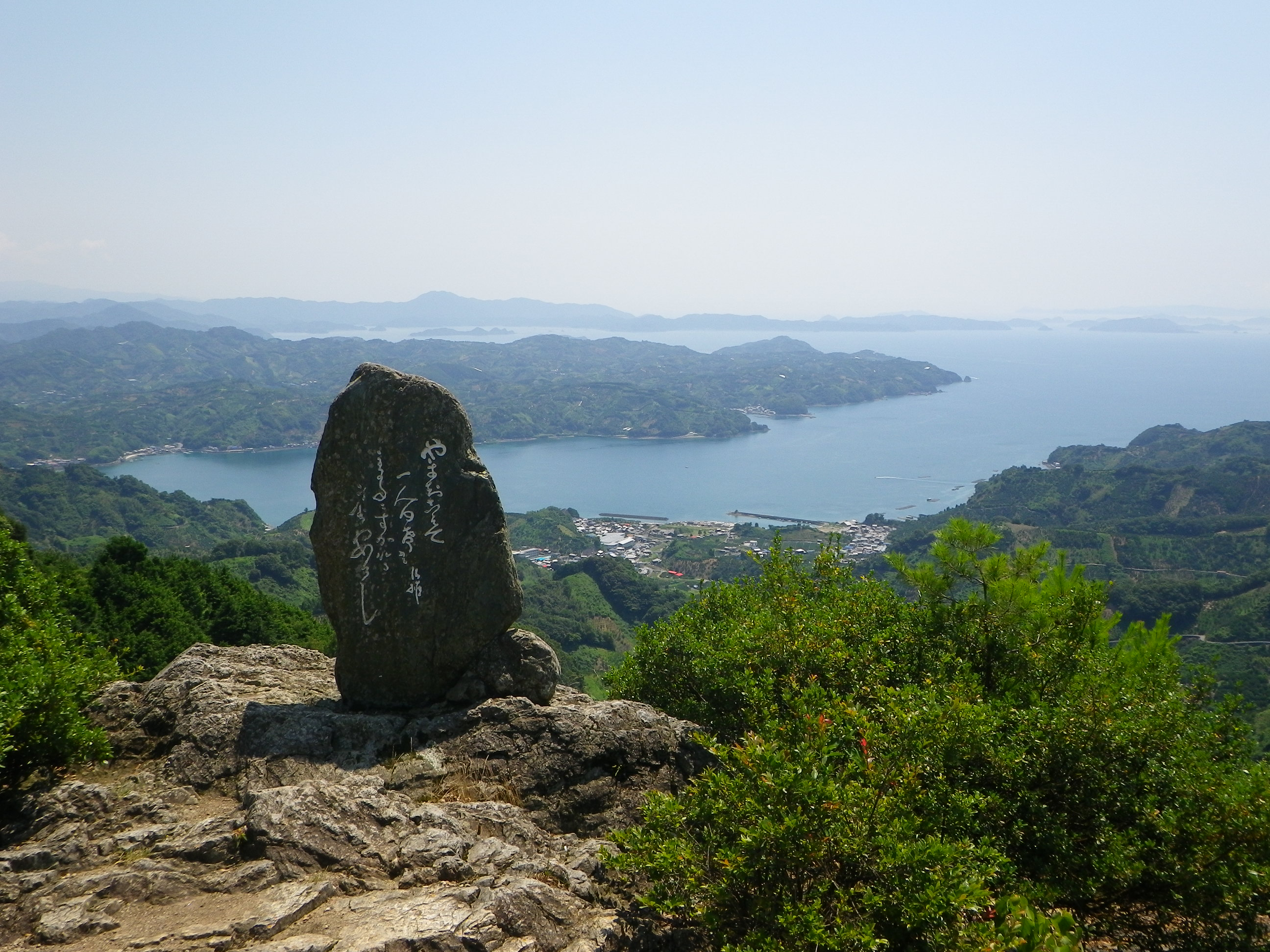
法華津峠にある「山路こえて」の歌碑

『山路こえて』（やまじこえて）は西村清雄が作詞した、もっとも有名な日本人の創作讃美歌の古典。

## 経緯
1903年(明治36年)2月上旬、宇和島教会で伝道を続けていたアメリカン・ボードの宣教師コーネリア・ジャジソンの応援の帰り、鉄道が開通していなかったので、法華津峠、鳥坂峠で夜を迎えた。大洲まで五里もあると思うと心細かった西村は、三輪源造が新作讃美歌を見せてくれたことを思い出して、『ゴールデン・ヒル』（Golden Hill、作曲は一説にAmzi Chapinとも）の歌調にあわせて、一句一句作った。一節できるごとに歌ってみたら、寂しさがなくなり、山路を楽しむことができた。これが、「山路こえて」という讃美歌である。これが1903年の明治版讃美歌に採用されもっともポピュラーな讃美歌になり、今日も讃美歌の404番として有名になった。讃美歌21では466番に採用された。 1952年(昭和27年)に、この曲を作った法華津峠に歌碑が立てられた。
松山バンドの信徒たちは、自己の心情に福音の響きを反響させ、その信仰体験を詩歌として表明して、日本の文化的感受性をもて福音に応答するように勤めていた。この讃美歌はその信仰の姿勢の代表的な例である。

## 歌詞
1. 山路こえて、ひとりゆけど、主の手にすがれる身はやすけし。
2. 松のあらし、谷のながれ、みつかいの歌もかくやありなん。
3. 峯の雪とこころきよく、雲なきみ空とむねは澄みぬ。
4. みちけわしくゆくてとおし、こころざすかたにいつか着くらん。
5. されども主よ、われいのらじ、旅路のおわりのちかかれとは。
6. 日もくれなば、石のまくらかりねの夢にもみ国しのばん。